# EuroEyes Cyclassics 2016
La EuroEyes Cyclassics 2016 est la 21e édition de cette course cycliste allemande, et la première avec ce nouveau nom. Elle a lieu le 21 août 2016. Il s'agit de la 21e épreuve de l'UCI World Tour 2016. Le Français Nacer Bouhanni (Cofidis) remporte la course au sprint, mais est déclassé à la 27e place pour « sprint irrégulier ». L'Australien Caleb Ewan (Orica-BikeExchange) prend la première place, devant l'Allemand John Degenkolb (Giant-Alpecin) et l'Italien Giacomo Nizzolo (Trek-Segafredo).

## Présentation
La EuroEyes Cyclassics connaît en 2016 sa 21e édition, la première sous ce nom. La course change en effet de sponsor-titre, ainsi que de propriétaire cette année. EuroEyes (de), entreprise basée à Hambourg et spécialisé dans la chirurgie laser des yeux, est le nouveau sponsor principal. Elle s'est engagée pour quatre ans et succède au sponsor-titre Vattenfall, qui s'est retiré en 2015. Elle est désormais organisée par Ironman Germany GmbH, filiale européenne de la World Triathlon Corporation, qui elle-même appartient au groupe chinois Wanda Group.

### Équipes
| WorldTeams (18)- Lotto-Soudal - Tinkoff - Sky - BMC Racing Team - Etixx-Quick Step - Katusha - Orica-BikeExchange - Trek-Segafredo - FDJ - Movistar Team - Astana - AG2R La Mondiale - Lotto NL-Jumbo - Lampre-Merida - Cannondale-Drapac - Giant-Alpecin - IAM Cycling - Dimension Data Équipes continentales professionnelles (4)- Bora-Argon 18 - Stölting Service Group - Cofidis, Solutions Crédits - Verva ActiveJet |
| |

## Classement général
| \| Classement général \| Classement général \| Classement général \| Classement général \| Classement général \| \| Coureur \| Coureur \| Pays \| Équipe \| Temps \| \| ------------------ \| ------------------ \| ------------------ \| ------------------ \| ------------------ \| \| 1er \| Caleb Ewan \| Australie \| Orica-BikeExchange \| 4 h 54 min 26 s \| \| 2e \| John Degenkolb \| Allemagne \| Giant-Alpecin \| + 0 s \| \| 3e \| Giacomo Nizzolo \| Italie \| Trek-Segafredo \| + 0 s \| \| 4e \| Danny van Poppel \| Pays-Bas \| Team Sky \| + 0 s \| \| 5e \| Alexander Kristoff \| Norvège \| Katusha \| + 0 s \| \| 6e \| Dylan Groenewegen \| Pays-Bas \| LottoNL-Jumbo \| + 0 s \| \| 7e \| Mark Renshaw \| Australie \| Dimension Data \| + 0 s \| \| 8e \| Sondre Holst Enger \| Norvège \| IAM Cycling \| + 0 s \| \| 9e \| Matteo Trentin \| Italie \| Etixx-Quick Step \| + 0 s \| \| 10e \| André Greipel \| Allemagne \| Lotto-Soudal \| + 0 s \| \| 11e \| Jürgen Roelandts \| Belgique \| Lotto-Soudal \| + 0 s \| \| 12e \| Daniel Oss \| Italie \| BMC Racing Team \| + 0 s \| \| 13e \| Ruslan Tleubayev \| Kazakhstan \| Astana \| + 0 s \| \| 14e \| Nikolay Trusov \| Russie \| Tinkoff \| + 0 s \| \| 15e \| Michael Valgren \| Danemark \| Tinkoff \| + 0 s \| \| 16e \| Roy Curvers \| Pays-Bas \| Giant-Alpecin \| + 0 s \| \| 17e \| Hugo Houle \| Canada \| AG2R La Mondiale \| + 0 s \| \| 18e \| Heinrich Haussler \| Australie \| IAM Cycling \| + 0 s \| \| 19e \| Jordi Simón \| Espagne \| Verva ActiveJet \| + 0 s \| \| 20e \| Sacha Modolo \| Italie \| Lampre-Merida \| + 0 s \| |                    |            |                    |                 |
| |                    |            |                    |                 |
| Sources : ProCyclingStats Cycling Quotient |                    |            |                    |                 |
| Classement général |                    |            |                    |                 |
| Coureur | Coureur            | Pays       | Équipe             | Temps           |
| 1er | Caleb Ewan         | Australie  | Orica-BikeExchange | 4 h 54 min 26 s |
| 2e | John Degenkolb     | Allemagne  | Giant-Alpecin      | + 0 s           |
| 3e | Giacomo Nizzolo    | Italie     | Trek-Segafredo     | + 0 s           |
| 4e | Danny van Poppel   | Pays-Bas   | Team Sky           | + 0 s           |
| 5e | Alexander Kristoff | Norvège    | Katusha            | + 0 s           |
| 6e | Dylan Groenewegen  | Pays-Bas   | LottoNL-Jumbo      | + 0 s           |
| 7e | Mark Renshaw       | Australie  | Dimension Data     | + 0 s           |
| 8e | Sondre Holst Enger | Norvège    | IAM Cycling        | + 0 s           |
| 9e | Matteo Trentin     | Italie     | Etixx-Quick Step   | + 0 s           |
| 10e | André Greipel      | Allemagne  | Lotto-Soudal       | + 0 s           |
| 11e | Jürgen Roelandts   | Belgique   | Lotto-Soudal       | + 0 s           |
| 12e | Daniel Oss         | Italie     | BMC Racing Team    | + 0 s           |
| 13e | Ruslan Tleubayev   | Kazakhstan | Astana             | + 0 s           |
| 14e | Nikolay Trusov     | Russie     | Tinkoff            | + 0 s           |
| 15e | Michael Valgren    | Danemark   | Tinkoff            | + 0 s           |
| 16e | Roy Curvers        | Pays-Bas   | Giant-Alpecin      | + 0 s           |
| 17e | Hugo Houle         | Canada     | AG2R La Mondiale   | + 0 s           |
| 18e | Heinrich Haussler  | Australie  | IAM Cycling        | + 0 s           |
| 19e | Jordi Simón        | Espagne    | Verva ActiveJet    | + 0 s           |
| 20e | Sacha Modolo       | Italie     | Lampre-Merida      | + 0 s           |